# 제임스 애벗 맥닐 휘슬러
제임스 애벗 맥닐 휘슬러(영어: James Abbott McNeill Whistler, 1834년 7월 14일 - 1903년 7월 17일)는 미국의 화가이자 토널리즘의 창시자 중 한 명이다. 주로 활동은 영국에서 했지만 미국에 대한 애착이 강했다.
젊었을 때는 군대를 동경했으나, 자유를 갈망한 성격으로 회화를 시작했다. 1855년에 프랑스 파리에 나타났다. 파리에서는 샤를 글레르의 문하생이 되어 드가를 알고, 마네의 이론을 경청했다. 살롱에 작품을 출품했으나 낙선되었고, 1863년에 〈흰옷 입은 소녀〉를 출품, 또다시 낙선, 유명한 낙선 화가 전람회에 그 작품을 내놓았다.
그러나 파리에 대한 혐오로 그는 파리를 떠나 런던에 정주했다. 작품에는 〈화가의 모상(母像)〉(1872년) 이 알려진 외에, 〈알렉산더 양(孃)〉(1874년) 등 훌륭한 초상화를 남기고 있다. 당시의 영국 작품이 주제를 특별히 문제삼고, 또 세부의 묘사에 지나치게 구애되는 것에 반대하여 휘슬러는 전체의 분위기를 중요시하여 그렸다.
1877년부터 〈야경〉(夜景)의 연작을 발표했고, 러스킨의 문필에 의하여 공격을 받아, 그는 그것을 소송하여 그 싸움에서 승리했다. 그는 그의 작품을 회색과 녹색의 해조 (諧調) 라든가, 회색과 흑색의 배색 등 갖가지의 첨색으로 그리고 있으며, 극도로 해조를 존중하여 침체된 색조에 용해되고, 색채의 충동을 피하여 그 작품에 조용한 친근감을 주고 있다.

## 같이 보기
- 서양화
- 오스카 와일드